# Чемпіонат острова Санту-Антау (Північ) з футболу
Чемпіонат острова Санту-Антау (Північ) з футболу або Liga Insular de Santo Antão (Zona Norte) — чемпіонат північної частини острова Санту-Антау з футболу, який було створено в 1997 році. Переможець кожного чемпіонату острова отримує право зіграти в національному чемпіонаті

## Історія
Ліга була сформована в 1997 році, але клуби з неї продовжували виступати в Чемпіонаті острова Санту-Антау до 2002 року, коли ця ліга була розділена на північну та південну зони.
Найтитулованішим клубом ліги є Пауленше, який 6 разів перемагав у чемпіонаті, на другому місці знаходиться Солпонтенше з п'ятьма перемогами, на третьому — Росаренше (три титули), а Бейра-Мар та Фогетоєш мають по одній перемозі в острівному чемпіонаті.

## Формат турніру
У сезоні 2015/16 років 9 команд з острова розділені на перший (6 команд) та другий (3 команди). Вони зіграють між собою 10 турів, по 2 матчі одна з одною (один — вдома, один — на виїзді).

## Команди-учасниці сезону 2015-16 років

### Перший дивізіон
- Бейра-Мар
- Фогетоєш
- УД Жанела
- Пауленше
- Сінагога (Санту-Антау)
- Солпонтенше

### Другий дивізіон
- Ірмауш Унідуш
- Росаренше
- Сан-Педру (Вале ді Гарса)

## Переможці
- 1997/98 : Росаренше
- 1998/99 : Солпонтенше
- 1999/00 : Солпонтенше
- 2000-02 : не проходив, бо ще існував чемпіонат острова без поділу на зони
- 2002/03 : Пауленше
- 2003/04 : Пауленше
- 2004/05 : Пауленше
- 2005/06 : Бейра-Мар
- 2006/07 : Росаренше
- 2007/08 : Солпонтенше
- 2008/09 : Фогетоєш
- 2009/10 : Солпонтенше
- 2010/11 : Росаренше
- 2011/12 : Пауленше
- 2012/13 : Солпонтенше
- 2013/14 : Пауленше
- 2014/15 : Пауленше

## Чемпіонства по клубах
| Клуб        | Перемог | Переможні роки                     |
| ----------- | ------- | ---------------------------------- |
| Пауленше    | 6       | 2003, 2004, 2005, 2012, 2014, 2015 |
| Солпонтенше | 5       | 1999, 2000, 2008, 2010, 2013       |
| Росаренше   | 3       | 1998, 2007, 2011                   |
| Бейра-Мар   | 1       | 2006                               |
| Фогетоєш    | 1       | 2009                               |